# Sản xuất mở
Sản xuất mở hoặc "Chế tạo mở" hoặc "Thiết kế toàn cầu, sản xuất địa phương" là một mô hình mới của sản xuất kinh tế xã hội trong đó các đối tượng vật lý được sản xuất một cách mở, hợp tác và phân phối và dựa trên thiết kế mở và các nguyên tắc nguồn mở.
Sản xuất mở kết hợp các yếu tố sau đây của quy trình sản xuất: các công cụ và phương pháp sản xuất mở mới (như máy in 3D), các phong trào dựa trên giá trị mới (như phong trào nhà sản xuất), các tổ chức và mạng mới cho sản xuất và sản xuất (như FabLabs) và các phương pháp, phần mềm và giao thức nguồn mở.
Sản xuất mở cũng có thể bao gồm mô hình hóa kỹ thuật số và chế tạo vàđiều khiển số máy tính (CNC) của các máy được sử dụng để sản xuất thông qua phần mềm nguồn mở và phần cứng nguồn mở.
Triết lý sản xuất mở gần với phong trào nguồn mở, nhưng nhắm vào sự phát triển của các sản phẩm vật chất hơn là phần mềm.  Thuật ngữ này được liên kết với khái niệm về công nghệ dân chủ hóa như thể hiện trong văn hóa Maker, đạo đức DIY, phong trào công nghệ thích hợp nguồn mở, mạng lưới Fablab và các phòng khác để đổi mới cơ sở như hackerspace.
Theo nhà nghiên cứu Michel Bauwens, Sản xuất mở là "sự mở rộng sản xuất ngang hàng với thế giới sản xuất vật lý".
Redlich và Bruns định nghĩa "Sản xuất mở" là "một hình thức phối hợp mới cho các hệ thống sản xuất hàm ý một hệ thống môi giới cao cấp điều phối các luồng thông tin và vật chất giữa các bên liên quan của sản xuất", và bao gồm toàn bộ quá trình tạo giá trị cho hàng hóa vật chất: phát triển, sản xuất, bán hàng, hỗ trợ vv.
Một giấy chính sách ủy quyền của Ủy ban châu Âu sử dụng thuật ngữ "sản xuất của nhà sản xuất" và đặt nó giữa đổi mới xã hội, công nghệ thông tin và sản xuất nguồn mở.

## Nguyên tắc
Tính mở của "sản xuất mở" có thể liên quan đến bản chất của sản phẩm (thiết kế mở), tính chất của các máy móc và phương pháp sản xuất (ví dụ:máy in 3D mã nguồn mở, CNC mã nguồn mở), cho quá trình sản xuất và đổi mới (sản xuất sản phẩm ngang hàng / cộng tác / sản xuất phân tán) hoặc các hình thức tạo giá trị mới (dựa trên mạng từ dưới lên hoặc từ trên xuống so với trung tâm kinh doanh ở trên cùng). Jeremy Rifkin cho rằng, việc mở sản xuất thông qua in 3D "cuối cùng và chắc chắn sẽ giảm chi phí cận biên xuống gần bằng không, loại bỏ lợi nhuận và trao đổi bất động sản tại các thị trường không cần thiết cho nhiều sản phẩm (mặc dù không phải tất cả)".

## Ý nghĩa kinh tế xã hội
Các điểm sau đây được xem là những tác động chính của sản xuất mở:
- một nền dân chủ hóa (phương tiện) sản xuất,
- phân cấp sản xuất và tạo ra giá trị địa phương (hợp tác toàn cầu - sản xuất địa phương),
- khả năng sản xuất nguyên mẫu và sản phẩm chất lượng cao với số lượng nhỏ ở mức giá vừa phải (đến ngày càng thấp),
- sự kết thúc của khoảng cách giữa khu vực chính thức và không chính thức và cơ hội cho sự đổi mới mở từ dưới lên
- một sự chuyển đổi từ người tiêu dùng sang sản xuất cho hàng hóa sản xuất.

Trong bối cảnh phát triển kinh tế xã hội, sản xuất mở đã được mô tả như một con đường hướng tới một nền công nghiệp bền vững hơn trên quy mô toàn cầu, thúc đẩy "tính bền vững xã hội" và mang lại cơ hội chuyển sang một nền công nghiệp theo hướng hợp tác. tình trạng phát triển khác nhau được kết nối trong việc tạo ra giá trị toàn cầu ở cấp độ mắt".
Đối với các nước đang phát triển, sản xuất mở có thể dẫn đến sản phẩm phù hợp hơn với các vấn đề địa phương và thị trường địa phương và giảm phụ thuộc vào hàng hóa nước ngoài, vì các sản phẩm quan trọng có thể được sản xuất tại địa phương. Trong bối cảnh như vậy, sản xuất mở được liên kết chặt chẽ với khái niệm rộng hơn về phong trào Công nghệ Thích hợp Nguồn Mở.

## Sự chỉ trích
Một số yếu tố được xem là cản trở việc áp dụng rộng rãi mô hình "sản xuất mở" và/hoặc nhận ra những tác động tích cực của nó đối với mô hình sản xuất toàn cầu bền vững hơn.
Yếu tố đầu tiên là tính bền vững của các mô hình sản xuất ngang hàng đại chúng: "Trao quyền chỉ xảy ra, nếu những người tham gia sẵn sàng chia sẻ kiến thức với các đồng nghiệp của họ. Không thể đảm bảo được sự tham gia của các diễn viên. chỉ có thể được nhận ra không đủ ". Các vấn đề khác bao gồm thiếu  hệ thống kiểm soát chất lượng hoặc không đầy đủ, mô hình liên tục của sản xuất khối lượng lớn và hiệu quả về chi phí, thiếu nền tảng được chấp nhận rộng rãi để chia sẻ thiết kế phần cứng, cũng như thách thức liên quan đến mô hình sở hữu chung. giấy phép sản xuất mở và thực tế, phần cứng đó khó chia sẻ hơn và tiêu chuẩn hóa hơn ví dụ phần mềm.
Ở các nước đang phát triển, một số yếu tố cần được xem xét ngoài các điểm trên. Scholar Waldman-Brown đã chỉ ra một số yếu tố như sau: thiếu chuyên môn về sản xuất và tính không chính thức của SMM hiện tại ở các thị trường mới nổi như là một trở ngại cho kiểm soát chất lượng cho sản phẩm cuối cùng và nguyên liệu cũng như các trường đại học và chương trình dạy nghề không đủ khả năng phản ứng đủ nhanh để cung cấp kiến thức và bằng cấp.

## Ví dụ
- Hệ sinh thái nguồn mở, một dự án thiết kế và xây dựng các máy công nghiệp nguồn mở, được chế tạo bởi eXtreme Manufacturing
- Ví dụ về các sản phẩm có thể in 3D mã nguồn mở cho sự phát triển bền vững tự định hướng tại http://www.appropedia.org/Category:OSAT_3D-Printable_Designs
- Nghiên cứu tình huống in 3D nguồn nhân đạo Thực hiện tại hiện trường: Kẹp dây rốn, Splitters / IV Hooks, tay giả, đồ WASH
- Dự án RepRap, một dự án để tạo ra một máy in 3D tự sao chép mã nguồn mở.
- Local Motors: Áp dụng sản xuất mở cho lĩnh vực giao thông và phương tiện
- Sensorica, một tổ chức mạng phát triển phần cứng sử dụng mô hình mạng giá trị mở.
- guupis Lưu trữ ngày 23 tháng 4 năm 2018 tại Wayback Machine: một plattform sản xuất mở nhằm đổi mới và sản xuất sản phẩm phần cứng.